# Runcu, Gorj
Runcu là một xã thuộc hạt Gorj, România. Dân số thời điểm năm 2002 là 5844 người.